# Deja-vu (児島未散のアルバム)
『deja-vu』（デジャヴ）は児島未散のアルバム。

## 概要
全曲の編曲を須貝幸生が担当した。しかし、次作のオリジナルアルバム「Sing for you…」がリリースされるまで約27年のブランクが生じた。

## 批評
CDジャーナルは「10曲中4曲の作詞を彼女自らが手がけた意欲的なアルバム。彼女の歌に出てくる主人公たちはどんなにつらいことがあっても希望を持ち続けようとする。勇気がわいてくる1枚。」と評した。

## 収録曲
1. Falling Rain
作詞：児島未散／作曲：石川寛門
2. あなたしか見えない
作詞：久世摩里亜／作曲：須貝幸生
3. 気づかないでいて
作詞：田村直美／作曲：石川寛門
4. 夏の日の言い訳
作詞：朝野深雪／作曲：石川寛門
5. そばにいられたなら
作詞：児島未散／作曲：石川寛門
6. 100の言葉で飾るよりも
作詞：児島未散／作曲：石川寛門
7. モノローグ
作詞：吉江るり子／作曲：須貝幸生
8. CRIME OF LOVE
作詞：久世摩里亜／作曲：Joey Carbone
9. こぼれた夢
作詞：児島未散／作曲：坂井紀雄
10. 風と街と二人
作詞：朝野深雪／作曲：石川寛門

## レコーディング参加
- 須貝幸生 - プログラミング
- 神長弘一 - ギター
- 相沢公生 - キーボード (#2 - 4, 7, - 10)
- 鷹羽仁 - キーボード (#8)
- 前野知常 - キーボード (#1, 5, 6)
- 小野寺昭敏 - コーラス (#8)